# Teucrium francoi
Teucrium francoi là một loài thực vật có hoa trong họ Hoa môi. Loài này được M.Seq., Capelo, J.C.Costa & R.Jardim mô tả khoa học đầu tiên năm 2008.